# Storenosoma hoggi
Espèce
Synonymes
- Storenosoma lycosoides Hogg, 1900 nec Nicolet, 1849
- Storena hoggi Roewer, 1942

Storenosoma hoggi est une espèce d'araignées aranéomorphes de la famille des Amaurobiidae.

## Distribution
Cette espèce est endémique d'Australie. Elle se rencontre dans le Sud-Est de la Nouvelle-Galles du Sud et au Victoria.

## Description
Le mâle décrit par Milledge en 2011 mesure 6,62 mm et la femelle 8,80 mm

## Publications originales
- Roewer, 1942 : Katalog der Araneae von 1758 bis 1940. Bremen, vol. 1, p. 1-1040.
- Hogg, 1900 : A contribution to our knowledge of the spiders of Victoria: including some new species and genera. Proceedings of the Royal Society of Victoria (N.S.), vol. 13, p. 68-123 (texte intégral).